# Matambú
Matambú es un distrito del cantón de Hojancha, en la provincia de Guanacaste, de Costa Rica.
Se ubica dentro del territorio indígena Matambú de la etnia chorotega.

## Historia
Matambú fue creado el 25 de julio de 2017 por medio de Ley 9463.

## Geografía
Matambú cuenta con una elevación media de 300 m s. n. m.

## Transporte

### Carreteras
Al distrito lo atraviesan las siguientes rutas nacionales de carretera:
- Ruta nacional 158